# Bob Dandridge
Pour les articles homonymes, voir Dandridge (homonymie).
Robert L. « Bob » Dandridge, né le 15 novembre 1947 à Richmond en Virginie, est un ancien joueur américain de basket-ball.

## Biographie
Issu de l'université d'État de Norfolk, Dandridge est sélectionné à la 49e position de la draft 1969 de la NBA par les Bucks de Milwaukee.
Nommé dans la NBA All-Rookie Team en 1970, Dandridge fit partie de l'équipe des Bucks de Milwaukee championne NBA en 1971 en compagnie de Lew Alcindor et Oscar Robertson. Dandridge est souvent cité comme l'un des meilleurs ailiers de la NBA des années 1970. Il dispute treize saisons en NBA, dont neuf avec les Bucks de Milwaukee et quatre avec les Bullets de Washington, avec qui il gagne le titre NBA en 1978 complétant les lignes arrière avec le duo Hall-of-Fame : Elvin Hayes et Wes Unseld.
Son numéro 10 est retiré par les Bucks de Milwaukee le 7 mars 2015 à l'occasion du match des Bucks contre les Wizards de Washington.

## Palmarès
- 2× NBA champion (1971, 1978)
- 4× NBA All-Star (1973, 1975–1976, 1979)
- All-NBA Second Team (1979)
- NBA All-Defensive First Team (1979)
- NBA All-Rookie First Team (1970)
- Virginia Sports Hall of Fame (1992)